# Parlamento Romeno
O Parlamento Romeno (Parlamentul României) é a sede do poder legislativo da Roménia, o parlamento é no formato bicameral formado pela Câmara dos Deputados e do Senado.

## Câmara dos Deputados
A Câmara dos Deputados (Camera Deputaţilor) é a câmara baixa do parlamento, é formado por 412 deputados eleitos para mandatos pelo sistema majoritário.

## Senado
O Senado (Senat) é a câmara alta do parlamento, é formado por 176 senadores eleitos por representação proporcional.